# 印度大楼

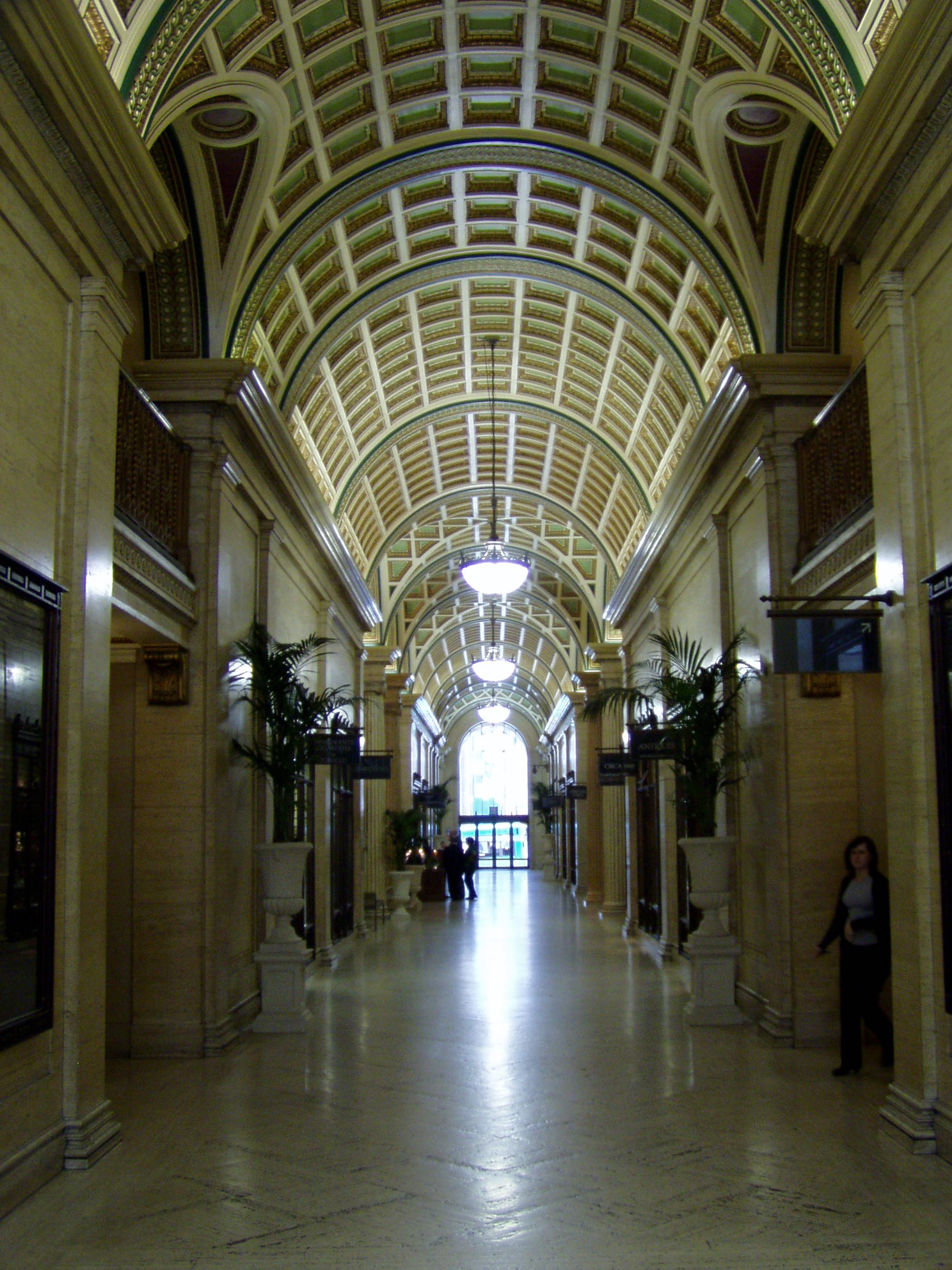
内部购物廊

印度大楼（India Buildings）是英国利物浦的一个商业建筑，其主要入口在水街。主要是办公楼，它还包含一个内部购物廊和一个地铁站的入口。它建于1924年和1932年之间，在1941年被炸弹损坏，后来在其原始建筑师的监督下恢复到原来的状态。该建筑，其设计受意大利文艺复兴影响，结合了美国布杂艺术的特征，占据整个街区。

## 历史
印度大楼建于1924年-1932年。1923年由Arnold Thornely和Herbert James Rowse赢得设计竞赛。该建筑的成本是125万英镑。原来的租户主要是阿尔弗雷德·霍尔特的蓝烟囱轮船公司，其他还包括劳埃德银行、邮局、商业和保险公司、律师事务所和政府办公楼。 印度大楼在1941年被轰炸严重损坏，后来经修复，恢复原貌。。
2009年，印度大楼被卖给一家名为Green Property的爱尔兰公司，它仍然拥有它在2013年1月，前业主因欺诈被判入狱。

## 建筑
该建筑物占据整个街区，周围被水街、不伦瑞克街、分界街和德鲁里巷包围。楼高九层，波特兰石贴面。主入口在水街，设计灵感来自佛罗伦萨斯特罗齐宫。所有的外部雕塑是由爱德华·汤普森设计。
在内部，一个购物廊穿过大楼的中心，所有楼层设有办公室。水街和不伦瑞克街的入口通向门厅。每个门厅在天花板上有三个彩绘碟形穹顶，由爱奥尼亚式大理石柱支撑。

## 评价
印度大楼于1975年3月14日被列为II级登录建筑。2013年11月5日升级至II*级。 其建筑风格受到意大利文艺复兴和美国布杂艺术运动的影响。